# Шатриёс Рагана
Ша́триёс Ра́гана (лит. Šatrijos Ragana — «Ведьма с горы Шатрия») — псевдоним литовской писательницы Марии Пячкаускайте (Marija Pečkauskaitė), сторонницы народного возрождения, педагога и переводчицы.

## Биография

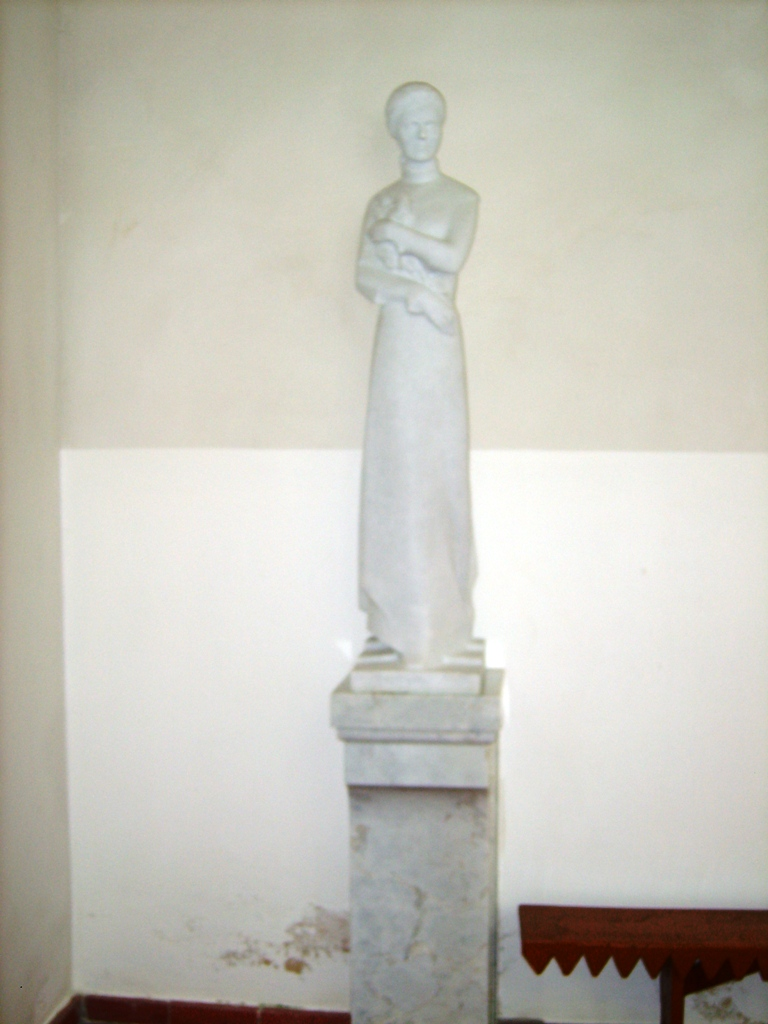
Скульптура Марии Пячкаускайте у могилы в часовне кладбища Жидикая

Мария Печкаускайте родилась 8 марта 1877 года в поместье Медингенай (Mėdingėnų dvaras) (ныне самоуправление Ретавы). Родители Станислава и Анупурас Печкаускасы были просвещёнными дворянами. Образование получила домашнее. В Варшаве училась на курсах пчеловодов. В 1905—1907 годах в Швейцарии слушала лекции по этике и педагогике в Цюрихском университете и Фрибурском университете.
Могила писательницы находится в местечке Жидикай Мажейкского района.

## Творчество
Начала печататься в 1895 году. Популярность ей принесли повесть 1903 года «Виктуте» („Viktutė“), повесть 1906 года «Винцас Стонис» („Vincas Stonis“) и опубликованная в журнале «Скайтимай» в 1922 году повесть «В старом поместье» („Sename dvare“), написанная во время Первой мировой войны. Повесть «Виктуте» написана в форме дневника и положила начало развитию литовской лирико-психологической прозы.
Шатриёс Рагана была одним из самых популярных авторов начала XX века. Её повести переведены на русский и другие языки.

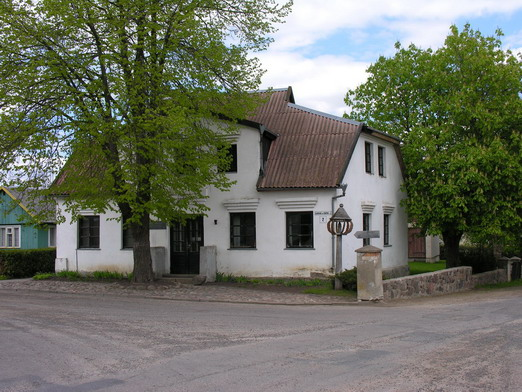
дом-музей Марии Пячкаускайте. Жидикай

## Увековечение памяти
Ныне школа Жидикая носит имя Марии Пячкаускайте; также в Жидикае есть её дом-музей. В этнографическом музее Ужвентиса (деревня Гирникай, Кельмеский район Шяуляйского уезда) одна из двух экспозиций посвящена писательнице, которая жила в нынешнем здании музея с 1887 года по 1898 год. В городе Мажейкяй в 1985 году ей установлен памятник работы Йонаса Мяшкялявичюса. Литературоведом Яниной Жекайте в 1984 году была издана монография, посвящённая Шатриёс Рагане, а в 1986 году были изданы письма Шатриёс Раганы.